# Magra
|  | Per a altres significats, vegeu «Magra (Mewar)». |

El Magra és un riu del nord d'Itàlia, de 62 km de longitud, que discorre pels municipis de Pontremoli, Filattiera, Villafranca in Lunigiana i Aulla a la província de Massa-Carrara (Toscana); i per Sant Stefano di Magra, Vezzano Ligure, Arcola, Sarzana i Ameglia, a la província de La Spezia (Ligúria), a la mar Tirrena. La conca del drenatge del riu ocupa al voltant de 1.686 km². El seu afluent més important és el riu Vara que s'uneix al Magra des de la dreta, dins el municipi de Santo Stefano di Magra.
A l'època de l'Antiga Roma, es coneixia amb el nom de Macra (grec antic: ὁ Μάκρης segons Estrabó, o Μακράλλα, segons Claudi Ptolemeu) i marcava la frontera oriental del territori de Ligúria. Plini el Vell diu que naixia als Apenins i desaiguava a la mar Tirrena prop de Luna. Formava la frontera entre Ligúria i Etrúria en temps d'August, però anteriorment els lígurs apuans vivien als dos costats, i Titus Livi explica que no va ser fins després de llargues guerres que els romans van aconseguir treure'ls de la banda del riu més propera a Roma.